# Éruption de l'Eyjafjöll en 2010
L'éruption de l'Eyjafjöll en 2010 est une éruption volcanique qui débute le 20 mars 2010 sur l'Eyjafjöll, un volcan du Sud de l'Islande, et prend fin le 27 octobre 2010. Sa première phase éruptive se déroule au Fimmvörðuháls, un col libre de glace entre les calottes glaciaires d'Eyjafjallajökull et de Mýrdalsjökull, et se manifeste par des fontaines et des coulées de lave qui se tarissent le 12 avril. Le 14 avril, la lave refait son apparition dans la caldeira du volcan recouverte par l'Eyjafjallajökull. Elle provoque une importante fonte de la glace ce qui entraîne des jökulhlaups, des inondations glaciaires brutales et destructrices, ainsi que la formation d'un important panache volcanique composé de vapeur d'eau, de gaz volcaniques et de cendres. Ces dernières, poussées par les vents dominants qui les rabattent sur l'Europe continentale, entraînent d'importantes perturbations dans le transport aérien dans le monde avec la fermeture de plusieurs espaces aériens et de nombreuses annulations de vols jusqu'au 20 avril. À partir de cette date, l'activité éruptive est moins explosive mais se maintient à un niveau soutenu avec notamment la formation d'une nouvelle coulée de lave. Une activité purement phréatique remplace ces manifestations magmatiques le 23 mai jusqu'en juin. La fin de l'éruption n'est cependant annoncée que plusieurs mois plus tard, le 27 octobre.

## Contexte

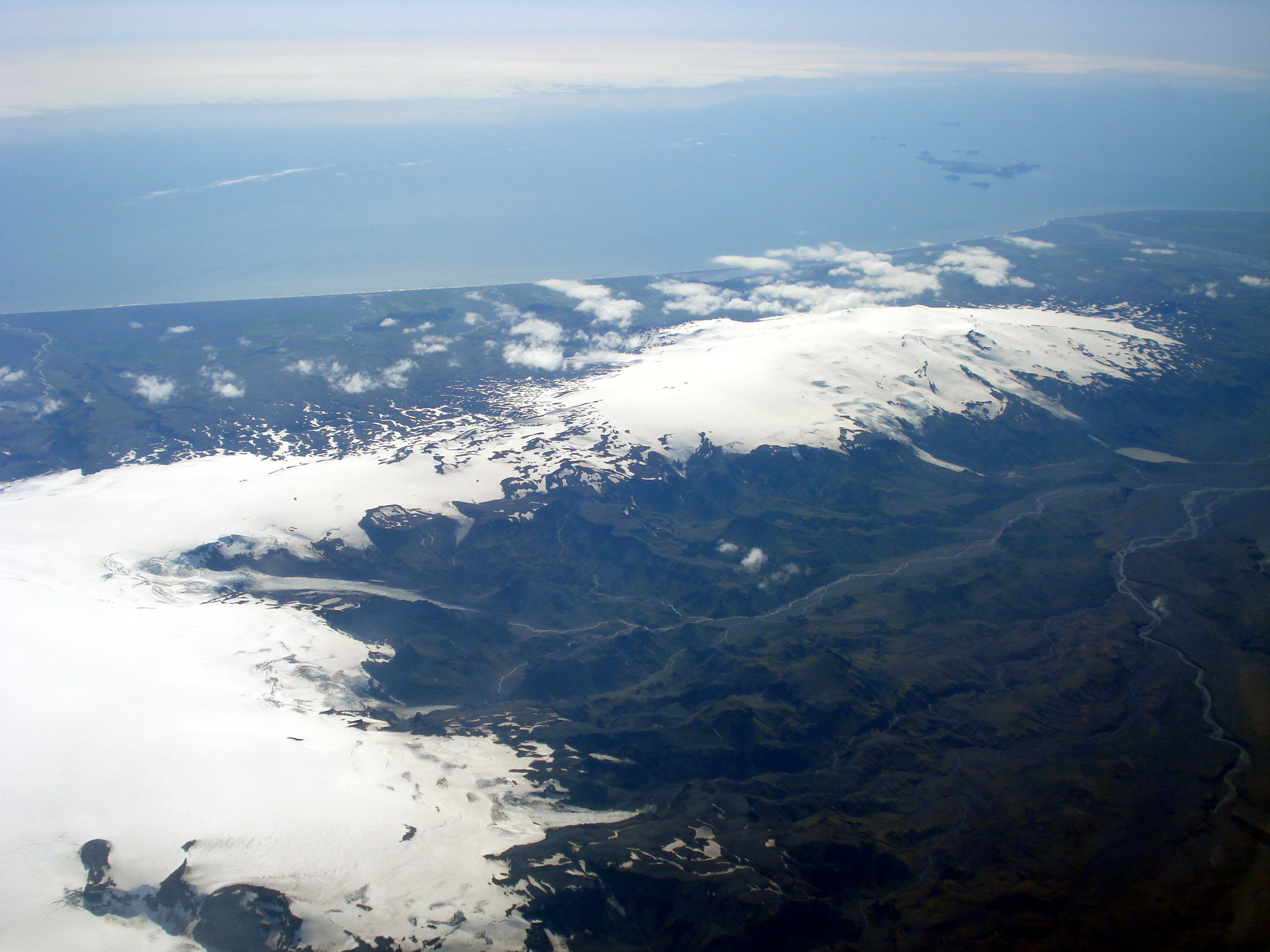
Vue aérienne de l'Eyjafjöll recouvert par l'Eyjafjallajökull (à droite) avec le Mýrdalsjökull (à gauche) et les îles Vestmann (en haut à droite).

L'Eyjafjöll est un volcan du Sud de l'Islande constitué d'une montagne culminant à 1 666 mètres d'altitude et recouverte d'une calotte glaciaire, l'Eyjafjallajökull,. Ce volcan est relativement peu actif car seules quatre éruptions lui sont attribuées, la dernière s'étant produite du 19 décembre 1821 au 1er janvier 1823. C'est donc après une période de repos de 187 ans que le volcan se réveille début 2010.
Cette éruption est précédée d'une importante crise sismique détectée par les sismographes qui enregistrent 860 séismes entre 1991 et décembre 2009 soit environ 48 par an. Durant cette période, trois épisodes se succèdent où les secousses se rapprochent de la surface en induisant pour deux d'entre elles des déformations du volcan. La modélisation spatiale des foyers de ces séismes indique clairement la remontée du magma à travers la croûte sous le flanc Nord de l'Eyjafjöll. Dans les heures précédant l'éruption, les hypocentres des séismes se rapprochent de la surface,. Ces séismes s'accompagnent d'un trémor quelques minutes avant la sortie de la lave, à partir de 22 h 30 le 20 mars,.

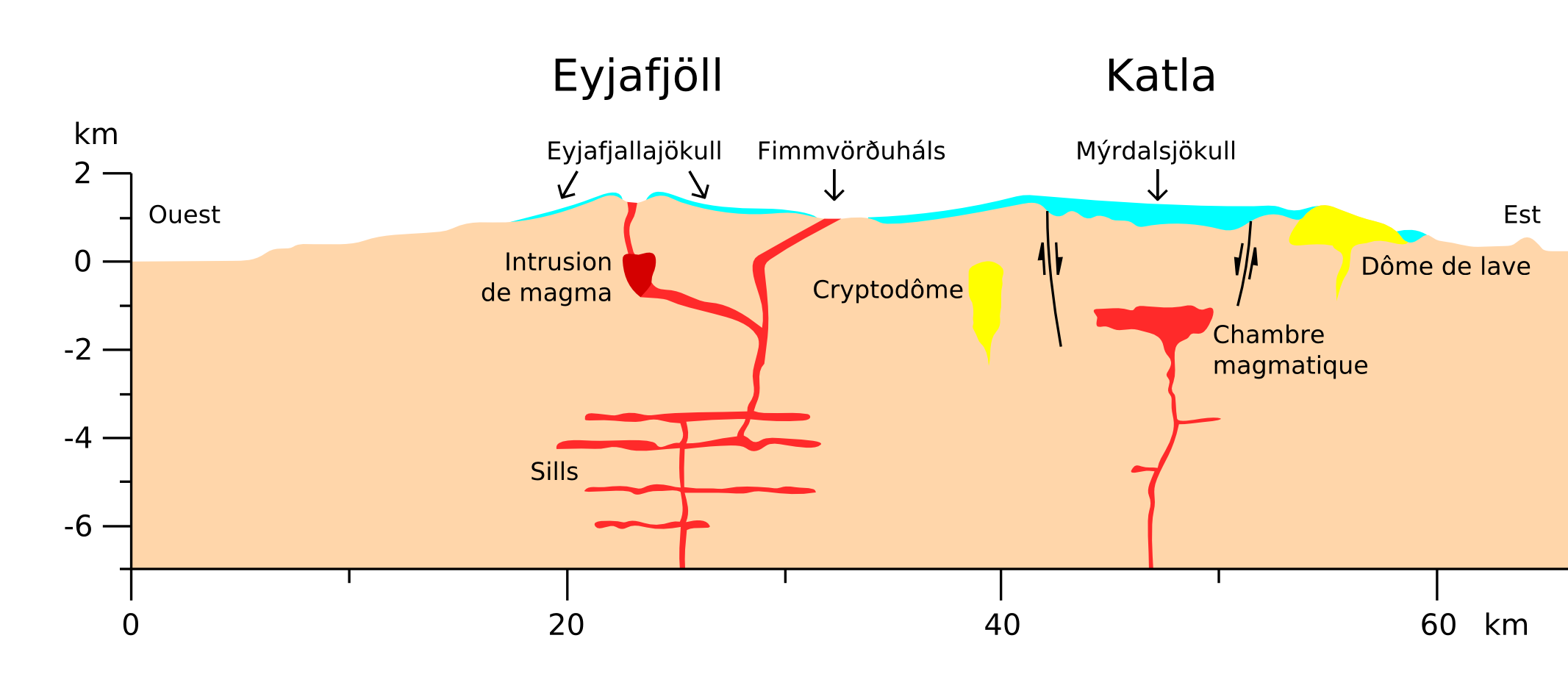
Diagramme en coupe de l'Eyjafjöll et du Katla montrant les structures magmatiques sous les volcans.

Le magma qui alimente cette éruption provient du magmatisme de point chaud qui affecte l'Islande. Ce magma s'est mis en place sous l'Eyjafjöll entre décembre 2009 et le 20 mars 2010, date de la sortie de la lave au Fimmvörðuháls. Le magma stagne alors dans des sills situés entre trois et six kilomètres de profondeur environ par rapport au niveau de la mer soit entre cinq et huit kilomètres de profondeur environ sous le sommet du volcan,. Ce stockage du magma en profondeur provoque un gonflement du volcan qui traduit une mise sous pression. Deux cheminées ont conduit ce magma jusqu'à la surface. L'une de ces branches a été active durant la première phase de l'éruption lorsque le site de Fimmvörðuháls était actif du 20 mars au 12 avril. L'autre s'est activée avec la seconde phase éruptive débutée le 14 avril mais le magma a rencontré des conditions différentes de celui de Fimmvörðuháls,. En effet, en se frayant un passage jusqu'à la surface, le magma qui produira les téphras et les cendres volcaniques émises au cours de la seconde phase éruptive se cristallise partiellement. De plus, il rencontre à un kilomètre de profondeur une poche de magma résiduel, reliquat de la précédente éruption de l'Eyjafjöll entre 1821 et 1823. Ces deux phénomènes ont modifié la composition chimique du basalte primitif émis au Fimmvörðuháls en une trachy-andésite.

## Déroulement

### Première phase éruptive

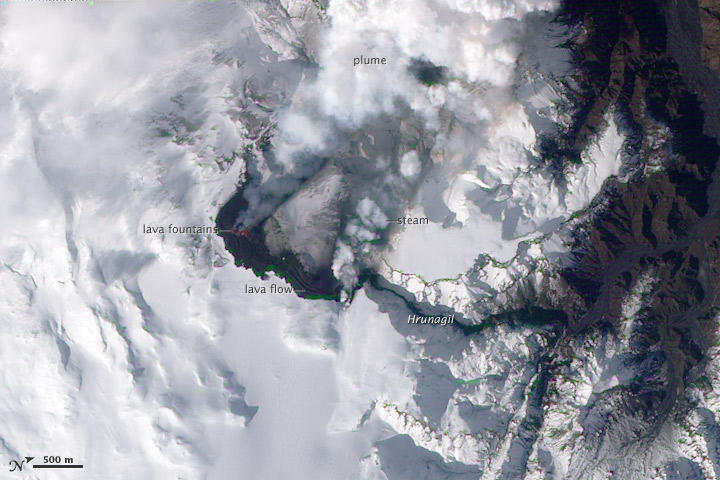
Image satellite de l'éruption à Fimmvörðuháls le 24 mars 2010 montrant les fontaines et coulées de lave ainsi que le panache volcanique.

L'Eyjafjöll entre en éruption le 20 mars 2010 à 23 h 52, lorsque des témoins observent des rougeoiements sur des nuages au-dessus de la montagne. Les séismes qui précédent la sortie de la lave traduisent les déformations du volcan, avec un rythme d'un centimètre par jour à partir du 4 mars, en raison de la mise en pression de la chambre magmatique par la remontée du magma,. Un trémor se déclenche quelques minutes avant la sortie de la lave, à partir de 22 h 30 le 20 mars,.

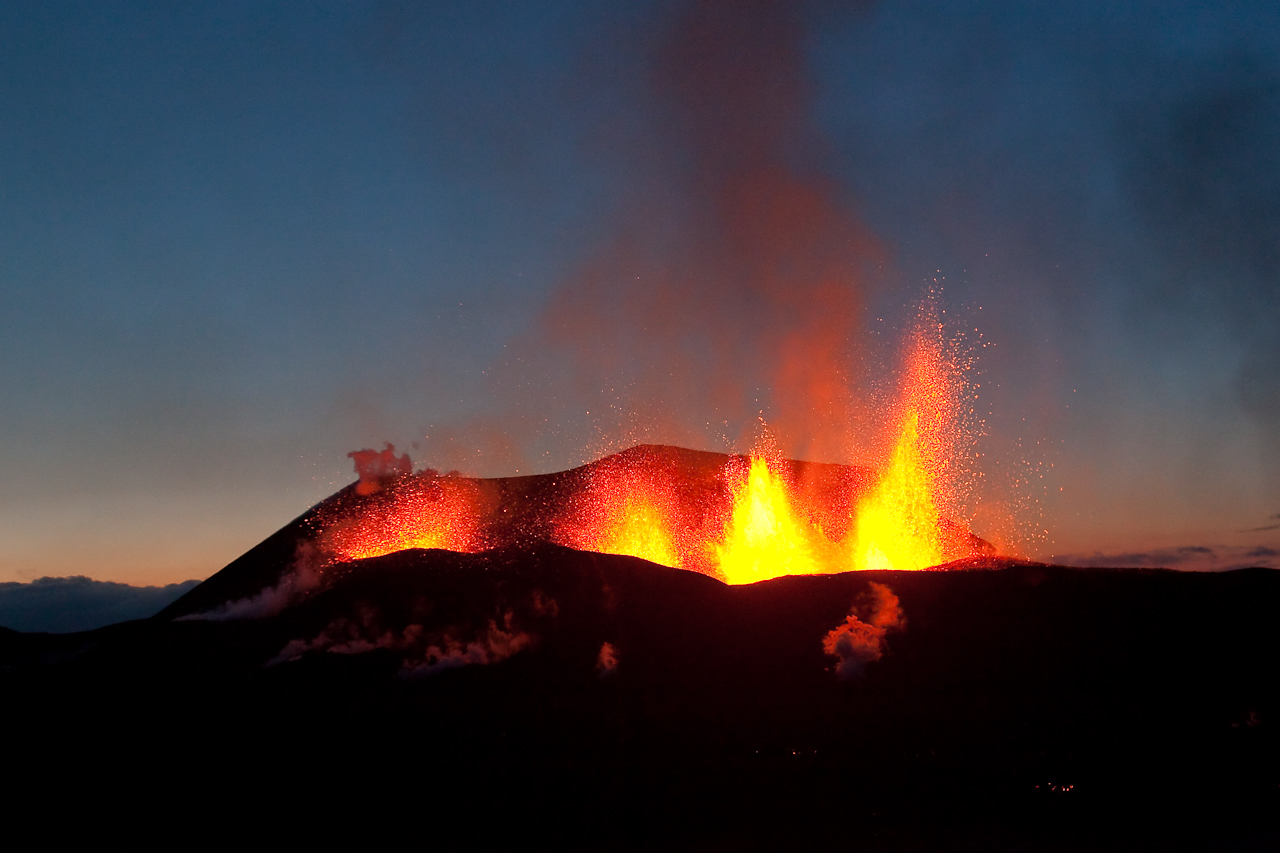
Vue des fontaines de lave dans les cratères au Fimmvörðuháls le 26 mars 2010.

Une fissure éruptive longue de 300 à 500 mètres, et orientée dans le sens nord-est-sud-ouest s'ouvre sur le flanc oriental du volcan, à environ 1 000 mètres d'altitude, juste au nord du col de Fimmvörðuháls entre les calottes glaciaires d'Eyjafjallajökull et de Mýrdalsjökull,. Une douzaine de fontaines de lave d'une centaine de mètres de hauteur s'en échappent dans un style éruptif typiquement hawaïen avec un indice d'explosivité volcanique de 1,. Ces fontaines de lave sont accompagnées d'un panache volcanique de moins d'un kilomètre de hauteur, poussé par les vents en direction de l'ouest et n'occasionnant que de très faibles retombées de téphras,. Ces phénomènes volcaniques sont observés depuis les airs le 21 au petit matin et la température élevée de la lave est détectée par des satellites équipés de capteurs MODIS. L'état d'urgence est déclaré dans le sud de l'Islande quelques heures après le début de l'éruption et les habitants du village de Fljótshlíð sont évacués en raison du risque d'inondation. Cette éruption de l'Eyjafjöll fait craindre une reprise de l'activité éruptive du Katla situé à l'est, les deux volcans étant considérés comme liés.

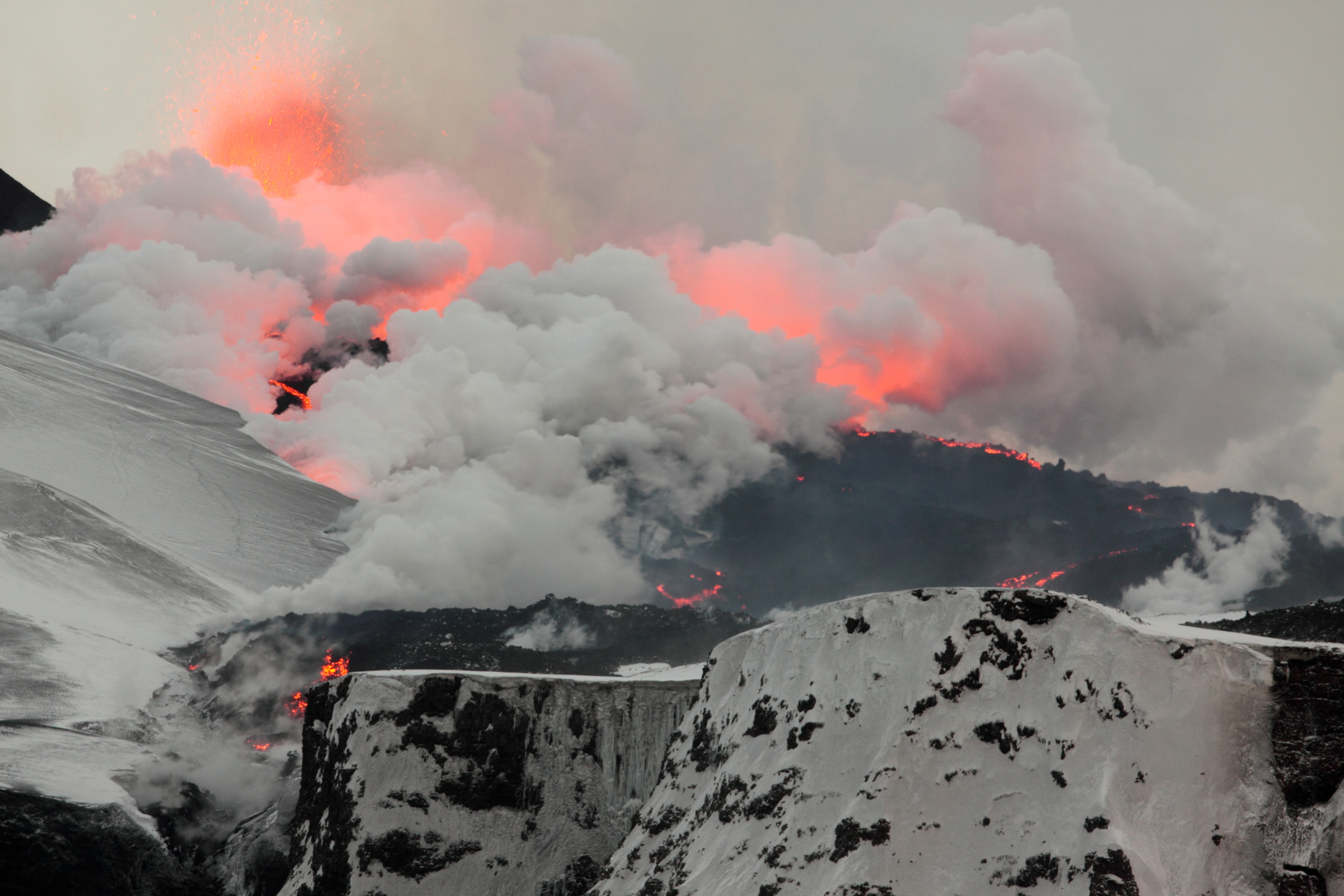
Vue de la seconde fissure le 2 avril 2010.

Dès les premières heures de l'éruption, une petite coulée de lave de type ʻaʻā se forme et progresse vers le nord-est en empruntant la gorge de Hrunagil,,,. Cette lave, un basalte alcalin à olivine avec un taux de silice de 47 % et jaillissant à environ 1 200 °C, n'a pas subi de modification chimique depuis son stockage en profondeur sous le volcan. Ces terrains sont pratiquement exempts de glace ce qui écarte dans un premier temps le risque de leur fonte et l'inondation des régions en aval,,. Le 26 mars, la lave continue sa progression et emprunte dans le même temps une deuxième trajectoire un peu plus à l'ouest de la première dans la gorge de Hvannárgil,. Le 31 mars dans la soirée, une seconde fissure éruptive d'environ 300 mètres de longueur s'ouvre au nord-ouest de la première,,. Ces deux fissures éruptives sont alors actives en même temps et déversent sous la forme de cascades des coulées de lave qui se dirigent vers la vallée de Þórsmörk en direction du nord,,,. À partir du 5 avril, des signes d'accalmie se manifestent lorsque le trémor perd de son intensité. Néanmoins, le lendemain à 15 h 32 heure locale, un séisme de magnitude 3,7 sur l'échelle de Richter, le plus puissant depuis le début des événements, affecte la zone. Son hypocentre situé à trois kilomètres de profondeur est beaucoup plus proche de la surface que la moyenne de ceux ayant été précédemment enregistrés situés vers une profondeur de dix kilomètres. Le 7 avril, la première fissure éruptive se tarit mais continue de rejeter des gaz volcaniques . La seconde fissure cesse d'émettre de la lave le 12 avril, marquant la fin de la première phase éruptive de cette éruption. Les coulées de lave formées couvrent alors une superficie de 1,27 km2 pour une épaisseur estimée de dix à douze mètres en moyenne et jusqu'à vingt mètres. Le volume de lave et de téphras émis au cours de l'éruption est de 22 à 24 millions de mètres cubes soit un débit moyen d'environ 15 m3/s. Les deux cratères nouvellement formés s'élèvent à 47 et 82 mètres de hauteur soit respectivement 1 032 et 1 067 mètres d'altitude,. Le 15 juin 2010, ils sont baptisés respectivement Móði et Magni, deux personnages mythologiques liés à Thor, et les coulées de lave qu'ils ont émises reçoivent le nom de Goðahraun, « la lave du goði ».

### Seconde phase éruptive

#### Épisode sous-glaciaire et phréatique

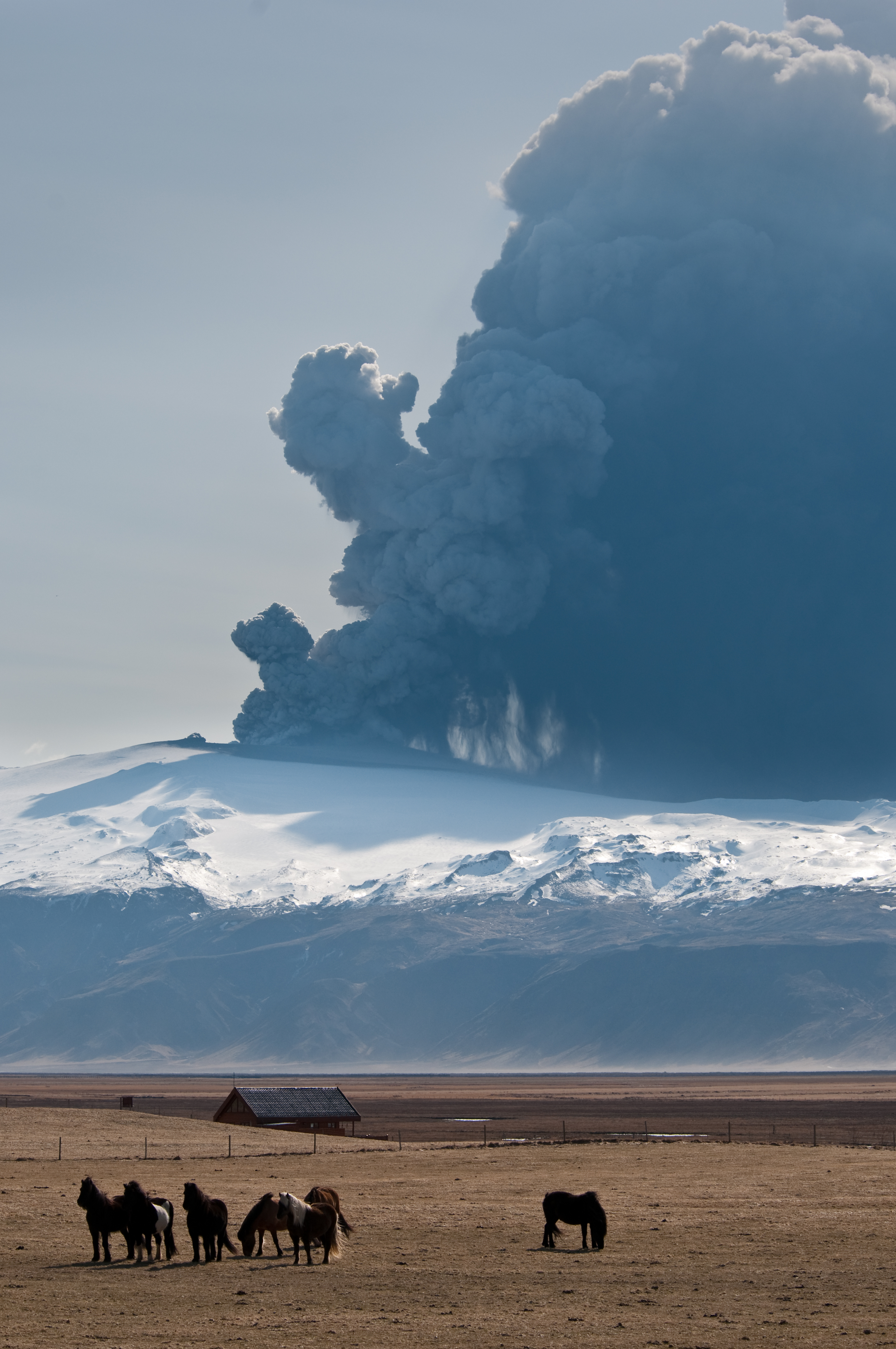
Vue du panache volcanique s'élevant au-dessus du volcan le 17 avril 2010 depuis Fljótshlíð situé à 27 kilomètres du volcan.

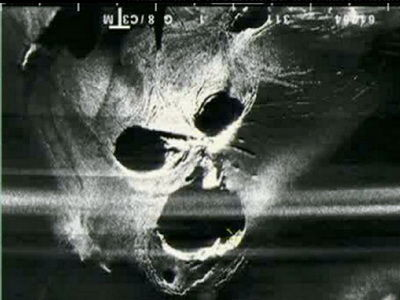
Image satellite radar de quatre dépressions (cercles noirs) dans la glace de l'Eyjafjallajökull le 15 avril.

Le 13 avril 2010 à environ 23 h soit le lendemain de la fin de la première phase éruptive, des séismes sont détectés sous la caldeira de l'Eyjafjöll recouverte par la calotte glaciaire de l'Eyjafjallajökull, au même endroit que lors de la précédente éruption entre 1821 et 1823,,. Deux heures plus tard, cette crise sismique laisse place à un trémor, signe que la lave a atteint la surface,. Cette nouvelle phase éruptive est confirmée visuellement au petit matin avec l'observation d'explosions à la surface du glacier, de la formation d'un panache volcanique et le déclenchement vers 7 h d'un jökulhlaup, une inondation glaciaire soudaine et souvent destructrice,. En effet, la calotte glaciaire fond partiellement sous la chaleur de la lave et l'eau de fonte s'évacue en direction du sud mais surtout en direction du nord où elle provoque ce type de crue au niveau de la langue glaciaire de Gígjökull. Cette première inondation d'un débit maximal compris entre 2 000 et 3 000 m3/s entraîne une hausse de plus d'un mètre du niveau du Markarfljót lors du pic de la crue vers midi le 14 avril. D'autres jökulhlaups se produisent dans la soirée ainsi que le 15 également en fin de journée.
La fonte partielle de la calotte glaciaire crée des dépressions à la surface du glacier qui sont observées par radar. Celles-ci s'alignent sur deux kilomètres de longueur dans le sens nord-sud. De ces dépressions jaillissent des explosions phréato-magmatiques d'indice d'explosivité volcanique de 4 et qui projettent des panaches composés de téphras, de cendres volcaniques, de vapeur d'eau et de gaz volcaniques. Du fait du frottement des particules entre elles, de l'électricité statique s'accumule et se libère par des éclairs à l'intérieur du panache. La lave qui compose ces matériaux est une trachy-andésite, indiquant que le basalte émis au cours de la première phase éruptive au Fimmvörðuháls a subi des modifications chimiques avant d'atteindre la surface. Tandis que les éléments les plus lourds comme les téphras retombent dans les environs du volcan, ceux plus légers et notamment les cendres forment un panache volcanique qui s'élève entre 4 300 et 11 000 mètres d'altitude.

#### Épisode strombolien et phréatique

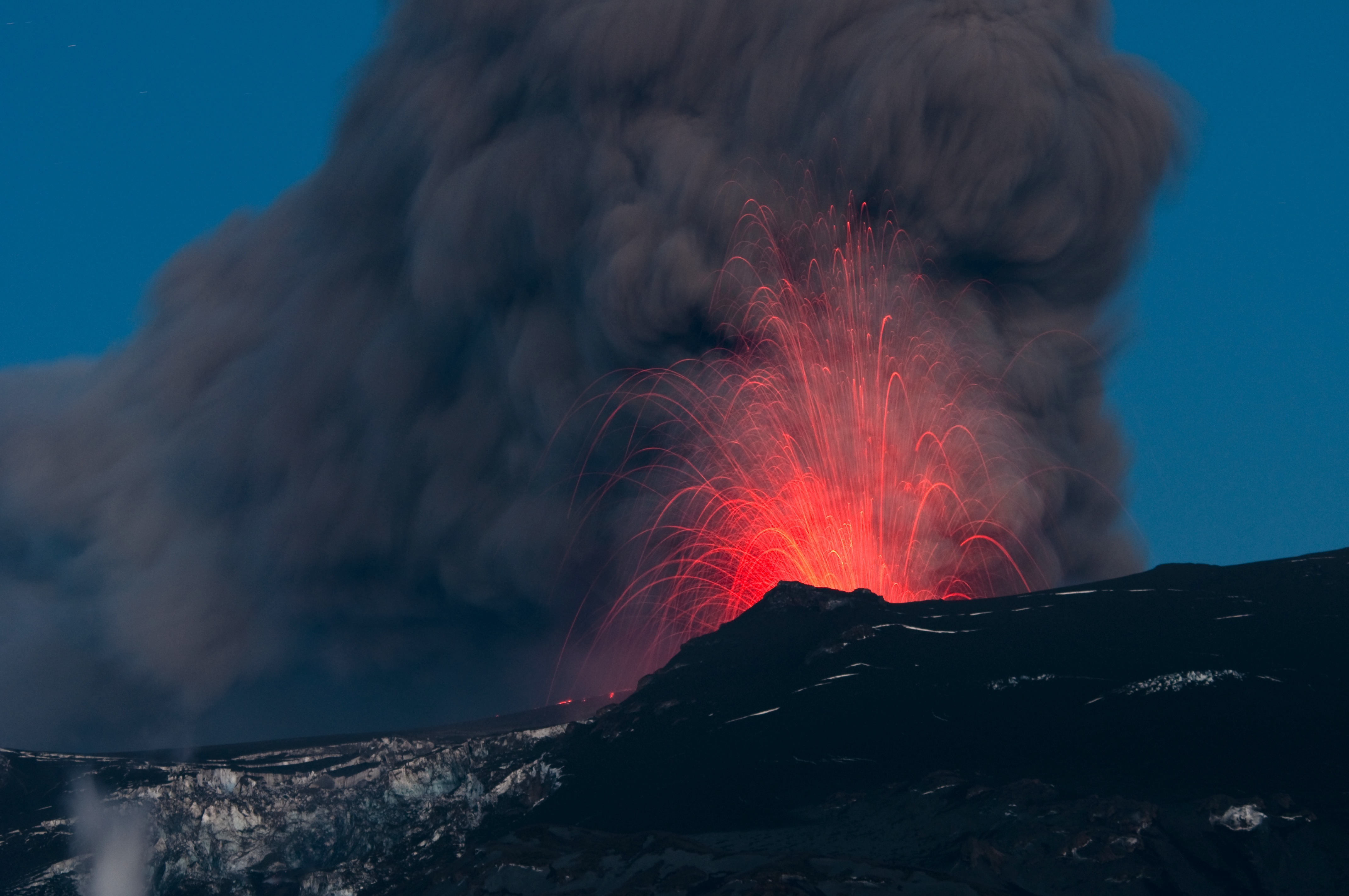
Vue de la fontaine de lave au sommet de l'Eyjafjöll le 10 mai.

Le 19 avril, soit cinq jours après le début de la seconde phase éruptive, plusieurs indices laissent penser que la lave n'est plus en contact direct avec l'eau de fonte dès sa sortie de la cheminée volcanique et que de la lave fluide arrive en surface,. En effet, à 8 h 50, l'altitude du panache volcanique n'est plus que de quatre kilomètres, ce qui est peu comparé aux premiers jours de l'éruption, mettant en évidence une baisse de l'explosivité de la lave. Plus tard dans la journée, à 16 h, le trémor laisse penser que de la lave liquide est arrivée en surface,. Cette impression est confirmée par des observations aériennes qui mettent en évidence la formation de cônes de lave sur le pourtour des cheminées volcaniques mais sans pour autant que des coulées de lave se mettent en place,. Le 20 avril, les stations GPS positionnées sur l'Eyjafjöll indiquent que celui-ci se dégonfle, signe que la pression dans la chambre magmatique diminue ; le Katla voisin ne montre aucun signe d'activité mais le risque d'éruption est toujours présent. Les différentes dépressions dans la calotte glaciaire de l'Eyjafjallajökull sont entrées en coalescence pour n'en former plus que deux,.
À partir du 21 avril, l'activité éruptive se stabilise avec une intensité inférieure aux sept jours précédents et limitée à la dépression septentrionale dans l'Eyjafjallajökull. En effet, la lave n'est plus en contact direct avec la glace ou l'eau de fonte dès sa sortie de la bouche éruptive, diminuant ainsi son pouvoir explosif. Cela se traduit par un panache volcanique qui s'élève moins en altitude, trois à quatre kilomètres environ, et composé essentiellement de vapeur d'eau et de gaz volcaniques à partir du 26 avril, les projections de téphras restants limitées à la zone de la dépression dans le glacier. Les explosions étant moins puissantes, la lave n'est plus autant fragmentée et un cône volcanique d'environ 150 mètres de hauteur au 26 avril se construit dans la dépression taillée dans le glacier et mesurant 200 mètres de diamètre. L'activité sismique se stabilise avec un trémor relativement constant et quelques séismes de magnitude inférieure à 2,,,. Cette accalmie ne dure que quelques jours puisqu'à partir du 30, les explosions gagnent en puissance, projetant le panache volcanique à plus de neuf kilomètres d'altitude et augmentant les retombées de téphra et de cendre,,.

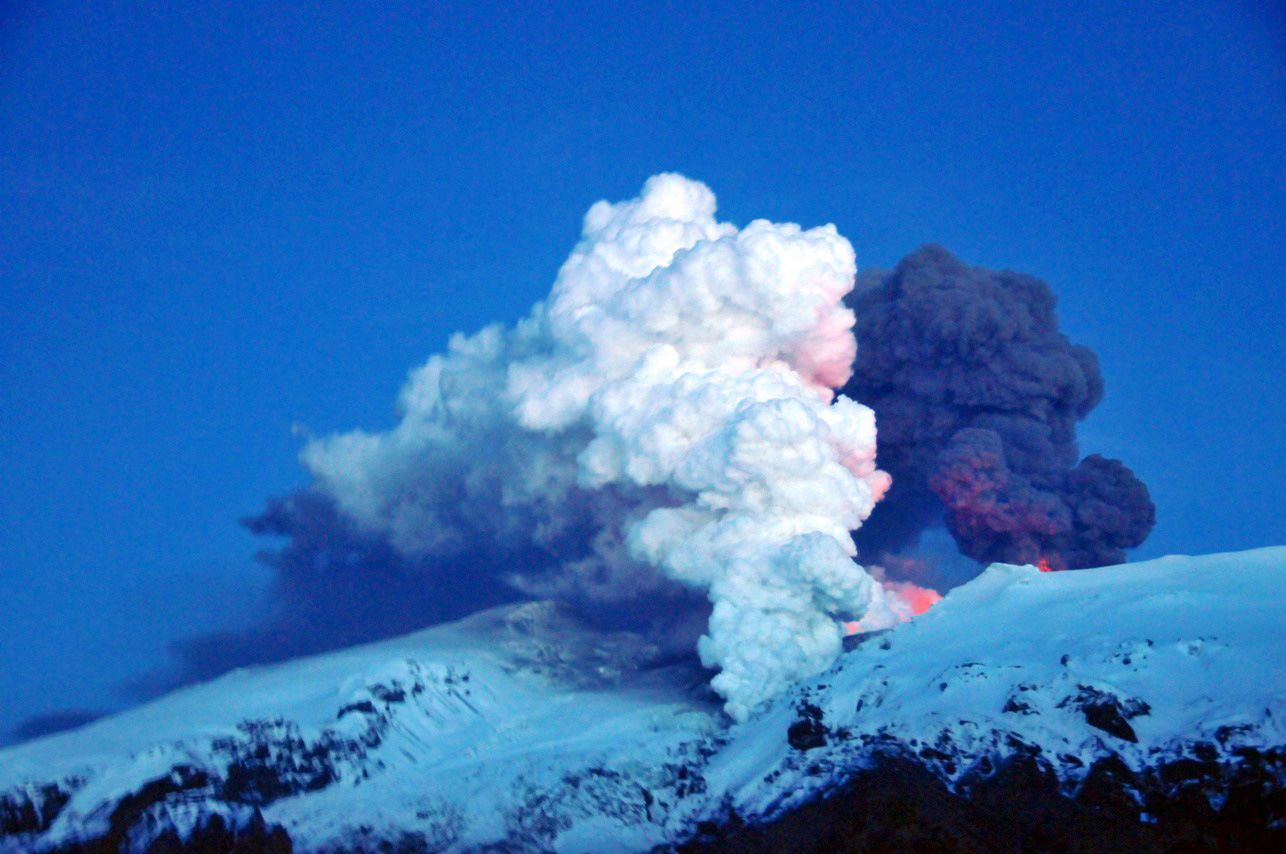
Vue de l'Eyjafjöll depuis le nord-ouest le 1 mai 2010 avec le panache gris marquant le lieu de l'éruption et le panache blanc s'élevant depuis le front de la coulée de lave descendant le Gígjökull (premier plan au centre).

Cet épisode explosif est en outre accompagné d'une coulée de lave, la seconde de l'éruption, progressant vers le nord à partir du 21 avril vers midi. En effet, à partir de cette date, le débit de l'eau de fonte rejetée par la langue glaciaire de Gígjökull est plus ou moins constant, le trémor se modifie et un panache de vapeur d'eau apparait en contrebas du lieu de l'éruption à environ 1 300 mètres d'altitude. Les matériaux rejetés à un débit compris entre 20 et 40 m3/s alimentent cette coulée de lave qui atteint environ un kilomètre de longueur au 27 avril. L'eau de fonte provoquée par l'avancée de la lave est évacuée par le Gígjökull et se retrouve dans le Markarfljót dont le débit de 30 à 40 m3/s en temps normal gonfle entre 110 et 150 m3/s avec parfois des pics à 250 m3/s,. Le 2 mai, la coulée de lave, dont le débit est stable depuis sa formation, atteint les trois kilomètres de longueur. Le même jour, dans la soirée, de petits panaches de vapeur d'eau s'élèvent de l'eau de fonte recrachée au front glaciaire du Gígjökull, signe que la lave n'est pas loin de la sortie du glacier. Le quatrième kilomètre est franchi deux jours plus tard et des images radar apportent la preuve que la lave ne progresse plus dans le glacier en formant une gorge à ciel ouvert mais via des tunnels. Ces images montrent aussi que le cône volcanique dans la caldeira s'est agrandi avec un diamètre de 280 mètres pour 190 mètres de hauteur. Le 5 mai, le front de lave, qui mesure 200 mètres de largeur, se trouve à 4,5 kilomètres du cratère et à 500 mètres d'altitude.

#### Fin progressive de l'éruption

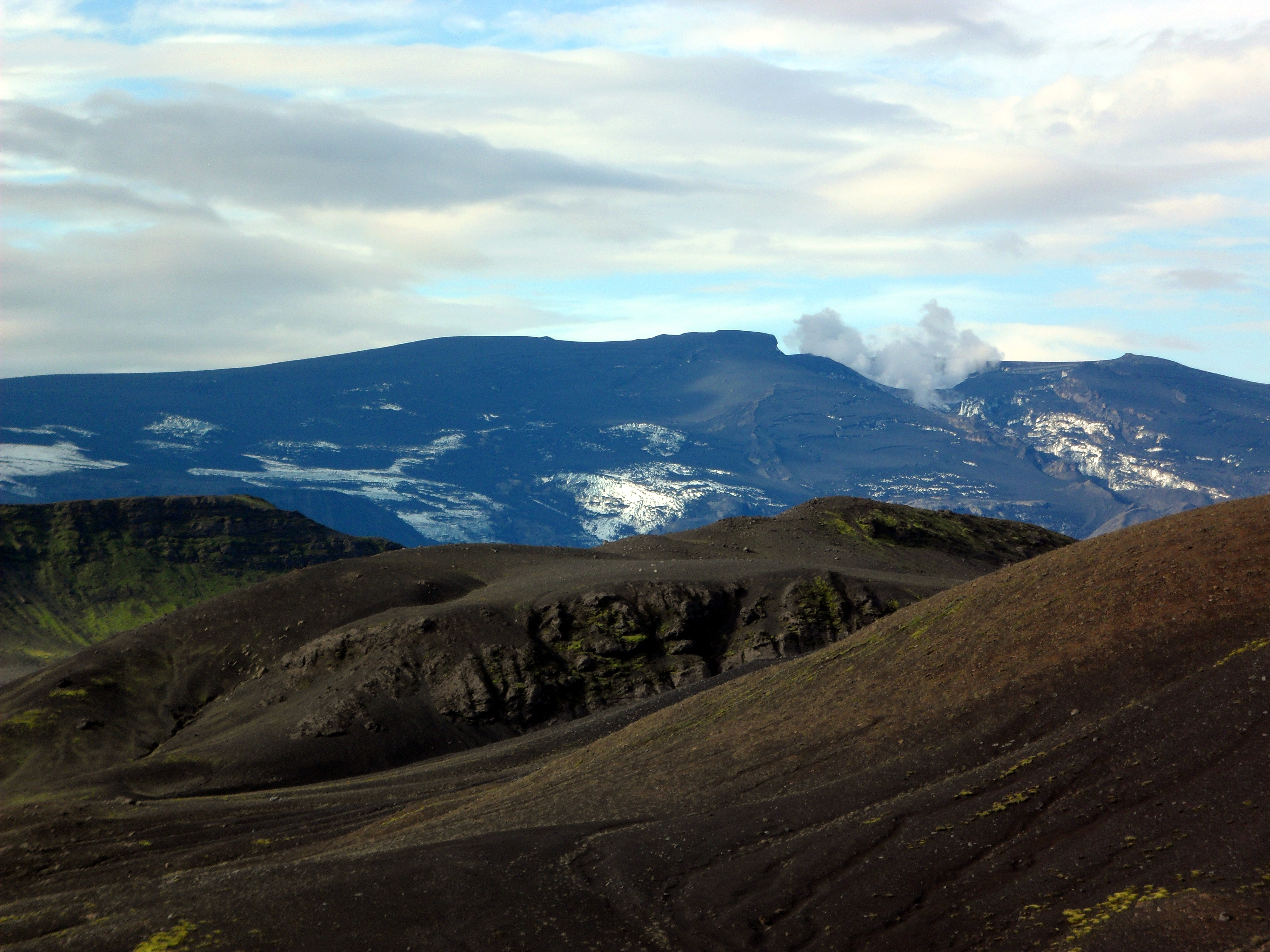
Vue de l'Eyjafjöll le 18 août 2010 : l'Eyjafjallajökull est en grande partie recouvert par les téphras et les cendres tandis que du lieu de l'éruption s'élèvent de petits panaches de vapeur d'eau.

À partir du 19 mai, l'intensité de l'éruption décroit avec une baisse significative du débit de l'eau de fonte rejetée par le Gígjökull quelques jours auparavant mais surtout une perte d'altitude du panache volcanique qui ne s'élève plus qu'à cinq kilomètres environ, signe que le débit de lave rejetée est considérablement moindre. Les signes d'un arrêt de l'éruption s'accumulent le 23 mai : le panache, qui ne culmine plus qu'à trois kilomètres d'altitude, n'est composé que de vapeur d'eau et n'engendre plus de pluies de cendres, le trémor diminue significativement pour atteindre des niveaux comparables à ceux précédant l'éruption, la température maximale mesurée dans le cratère ne dépasse pas les 100 °C. Cette activité phréatique de vaporisation de l'eau et de la glace en contact avec la lave encore chaude décroit progressivement jusqu'à ce que le panache de vapeur d'eau ne s'élève plus significativement au-dessus du cratère à partir du 11 juin. Seule une dernière petite activité magmatique est détectée le 3 juin lorsqu'un nouveau cratère se forme sur le bord ouest du cratère principal. De ce cratère se produisent de petites explosions de magma formant un panache volcanique s'élevant jusqu'à six kilomètres d'altitude.
La chaleur de la lave ne faisant plus fondre la calotte glaciaire de l'Eyjafjallajökull, celle-ci se referme rapidement sur le cratère en progressant vers le Gígjökull. La formation d'un lac de 300 mètres de diamètre aux rives fumantes est même constatée le 11 juin à l'intérieur du cratère. Son refroidissement est toutefois rapide puisque de la glace y est observée le 15 juin. En revanche, la hausse de son niveau entraîne un risque d'inondation du Markarfljót si les parois du cratère venaient à se rompre en libérant alors les eaux du lac. Le 27 octobre, l'éruption est considérée comme terminée.

#### Analyses quantitatives et chimiques

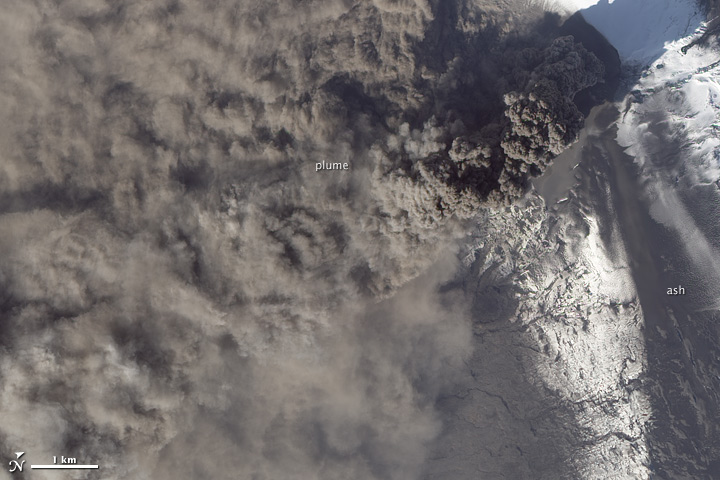
Vue satellite rapprochée du lieu de l'éruption montrant le panache volcanique s'élevant en direction du sud et les retombées de cendres volcaniques sur l'Eyjafjallajökull.

Une étude menée sur les matériaux émis par l'Eyjafjöll pendant les 72 premières heures de la seconde phase éruptive montre que 140 millions de mètres cubes de téphras ont été rejetés, 10 concernant les matériaux charriés par les jökulhlaups et se retrouvant dans le lac glaciaire du Gígjökull, 30 concernant les retombées dans et autour des dépressions dans le glacier tandis que 100 millions de mètres cubes sont emportés par les vents dans le panache volcanique. Ces volumes de matériaux rejetés en trois jours sont à comparer aux 4 millions de mètres cubes de téphras émis lors de la précédente éruption mais sur plus d'un an. Ce volume de 140 millions de mètres cubes de téphras non compactés correspondant à un volume de 70 à 80 millions de mètres cubes de magma, permettant d'estimer le débit lors des 72 premières heures de l'éruption à 300 m3/s, soit 750 t/s. C'est dix à vingt fois supérieur au débit de lave lors de la première phase éruptive. D'autres estimations font état d'un volume d'environ 100 millions de mètres cubes de téphras, d'un débit moyen de 400 à 500 m3/s et d'un débit maximal de 1 000 m3/s. Ces analyses ont également permis de déterminer la taille des particules du panache volcanique qui s'avère être inférieure au millimètre. Des mesures et des extrapolations des épaisseurs de cendres volcaniques retombées autour du volcan sont réalisées. Elles montrent qu'après 72 heures d'activité volcanique, une couche estimée de 80 centimètres d'épaisseur s'est accumulée autour des dépressions sur le glacier ; en direction de l'est, cette épaisseur tombe à 8 centimètres à vingt kilomètres du volcan et à 0,5 centimètre à cinquante kilomètres. Le 21 avril, la couche de téphras autour des bouches éruptives sur le glacier mesure de vingt à trente mètres d'épaisseur.
Des analyses chimiques du panache volcanique indiquent que celui-ci est riche en fluorine et contient un taux de silice de 58 %, supérieur à celui de la lave émise lors de la première phase éruptive. Des analyses menées après la modification du style éruptif avec une baisse de l'explosivité indiquent que le taux de fluorine est monté à 850 mg/kg alors qu'il était précédemment situé entre 25 et 35 mg/kg. Le fait que les particules volcaniques ne soient plus « lavées » par la vapeur d'eau en forte diminution dans le panache volcanique expliquerait cette hausse du taux de fluorine. La composition chimique des téphras rejetés le 15 avril a évolué depuis le début de la deuxième phase de l'éruption avec notamment une diminution de la proportion d'oxyde de magnésium. Ce minéral est en partie responsable de la viscosité de la lave et donc de son pouvoir explosif. Ainsi, tant que ce taux n'atteindra pas un certain seuil et tant que l'eau de fonte provenant du glacier restera en contact avec la lave, l'éruption gardera son caractère explosif.

## Conséquences et influences

### Conséquences physiques et économiques
La première phase éruptive a eu peu de conséquences car ses effets restent locaux. Il n'y a ni victimes, ni dégâts, le secteur concerné par les coulées de lave et les retombées de téphras ne comportant ni habitations, ni infrastructures. Des mesures préventives sont cependant prises avec l'évacuation de 500 à 600 habitants vivant en contrebas du lieu de l'éruption et avec l'interdiction d'accès au lieu de l'éruption qui sera néanmoins levée dès le lendemain. L'absence de restriction d'accès au Fimmvörðuháls permet à de nombreuses personnes, environ 25 000 au 29 mars, de se rendre sur les lieux en dépit des risques liés à la présence de lave, de retombées de téphras, de gaz volcaniques et d'explosions phréato-magmatiques. Le sentier de randonnée passant par le col de Fimmvörðuháls et partiellement enseveli sous la lave est retracé et passe depuis à proximité immédiate des deux cratères de cette phase éruptive.
La seconde phase éruptive a en revanche des répercussions locales et mondiales plus importantes. Les jökulhlaups qui se déclenchent détruisent des routes, des fermes et d'autres infrastructures en Islande. Il n'y a toutefois aucune victime grâce à l'évacuation préventive des habitations et à la fermeture d'une partie de la Route 1. Des chutes de cendres et de téphras se produisent dans les environs du volcan et notamment en direction du sud et du sud-est, recouvrant paysages, bâtiments et routes. Porté par les vents dominants, le panache volcanique émis par l'Eyjafjöll se déplace au-dessus de la mer de Norvège en direction du sud-est et atteint l'Europe continentale le 15 avril. Ces cendres volcaniques constituent un danger pour la navigation aérienne car elles peuvent notamment entraîner un arrêt des réacteurs des avions. Par conséquent, certains pays ferment partiellement ou totalement leur espace aérien aux vols commerciaux civils dès l'arrivée du nuage. Les premiers à le faire sont la Belgique, la Norvège, le Danemark, l'Irlande et le Royaume-Uni, affectant plus de 6 000 vols,. Le lendemain, la majorité des pays allant de la France à la Russie sont concernés par ces mesures préventives, entraînant des perturbations à l'échelle mondiale,,. Le 20 avril, soit cinq jours après le début de l'éruption, le nuage de cendre continue d'être alimenté par le volcan et se dirige dans un premier temps vers l'Europe continentale. De là, il se scinde en deux branches, l'une en direction de la Sibérie, l'autre en direction de l'Amérique du Nord. Malgré son maintien sur une bonne partie de l'Europe, l'altitude de ce nuage de cendres est inférieure à quatre kilomètres ce qui permet aux avions volant à des altitudes supérieures de redécoller. Ainsi, l'Union européenne décide de rouvrir progressivement l'espace aérien au-dessus du continent à partir du 20 avril à 6 h UTC, permettant un retour progressif à la normale dans ce secteur. L'Association internationale du transport aérien a estimé à 1,7 milliard de dollars, soit environ 1,27 milliard d'euros, le préjudice financier subi par les compagnies aériennes,.
Un an après, les systèmes de surveillance ne montrent plus aucune activité (au niveau du magma ou du gaz sous pression), la seule trace de l'éruption est le lac de fonte glaciaire qui s'est formé. Le tourisme a repris, le volcan l'ayant même dopé.
Une étude en 2013 suggère que les cendres volcaniques riches en fer de l'Eyjafjöll auraient stimulé la prolifération du phytoplancton du bassin islandais de l'océan Atlantique.
Toutes ces implications économiques ont conduit les historiens à réévaluer l'étude de l'impact des éruptions volcaniques du passé.

Vue panoramique de l'Eyjafjallajökull avec le panache volcanique de l'Eyjafjöll s'étirant vers le sud le 17 avril 2010.

### Dans la culture populaire
Dans les années qui suivent l'éruption, de nombreuses productions culturelles y font référence ou même la mettent en scène. D'abord des documentaires, parmi lesquels un épisode d'une série appelée Naked Science. Mais elle surgit aussi dans la fiction.
Dans la littérature française, par exemple, l'éruption apparaît dans Le Fils, premier roman de Michel Rostain sorti en 2011 et qui lui vaut le prix Goncourt : dans le récit, l'événement a lieu alors qu'un père pleure la mort de son fils. Il en est aussi question dans J'ai vécu de vous attendre, publié par Géraldine Maillet en 2013. Il apparaît également dans Kaleb, une trilogie écrite sous le pseudonyme de Myra Eljundir dans laquelle certains personnages développent des capacités extraordinaires au contact du volcan ; ces derniers sont d'ailleurs nommés « enfants du volcan ».
Enfin, Éric-Emmanuel Schmitt en fait la toile de fond de sa nouvelle "Un cœur sous la cendre", qui traite de don d'organe et de transplantation cardiaque. Cette nouvelle est la quatrième de son recueil "Les deux messieurs de Bruxelles" publié en 2012.
Au cinéma, l'éruption est mentionnée dans le film américain Le Rite, en salles en 2011 : le protagoniste est bloqué à Rome par les perturbations du trafic aérien causées par le volcan alors qu'il souhaite retourner chez lui aux États-Unis pour se rendre au chevet de son père, qui vient d'avoir une attaque. Ces perturbations sont par ailleurs le prétexte de l'intrigue d'Eyjafjallajökull, film français sorti le 2 octobre 2013 et qui a donc pour titre le nom du massif volcanique : un couple de divorcés est contraint de voyager ensemble pour se rendre au mariage de leur fille à Corfou. Dans La Vie rêvée de Walter Mitty, également en 2013, l'éruption du volcan est représentée. Elle surprend le héros interprété par Ben Stiller alors qu'il est à la recherche d'un photographe dont un cliché doit faire la couverture du magazine qui l'emploie. Tandis que le nuage de cendres descend sur lui à grande vitesse, il ne peut que brièvement apercevoir son homme avant de se réfugier dans la voiture d'un habitant : le photographe le survole debout sur l'aile d'un petit avion qui cherche à s'approcher du sommet. Cependant, ce passage du film comporte plusieurs inexactitudes : la localisation du volcan, que la carte – brièvement aperçue dans les mains d'un acteur et les lieux de tournage – situe dans les Vestfirðir, ainsi que le mode éruptif, qui correspond plus à un type péléen ou plinien, avec une gigantesque explosion initiale produisant des nuées ardentes, phénomènes rarement observés sur les volcans islandais et absents de l'éruption de l'Eyjafjöll en 2010.